# Friedrich Christian Lorenz Schweigger
Friedrich Christian Lorenz Schweigger (* 22. August 1743 in Dennenlohe; † 26. Juni 1802 in Erlangen) war ein deutscher lutherischer Theologe, Geistlicher und Hochschullehrer.

## Leben
Der Sohn des Verwalters Johann Lorenz Schweigger († 1760) und dessen Frau Sophia Dorothea (geb. Hofmann) bezog 1756 das Gymnasium in Ansbach, wo er die Ausbildung des Johann Zacharias Leonhard Junkheim und seines Verwandten Karl Wilhelm Schnitzlein (1719–1785) genoss. Nachdem er einige Gönner gefunden hatte, bezog er 1764 die Universität Leipzig, wo er die Vorlesungen von Johann August Ernesti, Christian August Crusius, Gottfried Heinsius, Christian Fürchtegott Gellert, Johann Matthias Schröckh, Christian August Clodius, Romanus Teller, Johann Heinrich Winckler und anderen besuchte.
1767 verließ er Leipzig, um eine Hauslehrerstelle in Regensburg und später in Lehrberg zu übernehmen. Während dieser Zeit setzte er seine Ausbildung fort. 1770 wurde er Subdiakon an der Stadtkirche in Erlangen und Rektor des dortigen Gymnasium Fridericianum. 1771 erhielt er zugleich die Inspektion über die Alumnen. Im selben Jahr erwarb er den akademischen Grad eines Magisters der Philosophie an der Universität Erlangen. Nachdem er 1776 zum Archidiakon sowie Senior des Kapitels aufgestiegen war, legte er das Rektorat des Gymnasiums nieder. 1786 wurde er außerordentlicher Professor der Theologie an der Erlanger Hochschule, was er bis zu seinem Lebensende blieb.
1775 heiratete er Catharina Barbara, die einzige Tochter des Amtmannes in Altenschönbach Peter Heinrich Roth. Aus der Ehe stammen elf Kinder, wovon fünf den Vater überlebten. Seine Söhne Johann Salomon Christoph Schweigger und August Friedrich Schweigger erlangten ebenfalls Bedeutung.

## Werke
- Progr. de necessaria linguarum antiquarem cognitone. Erlangen 1770
- Progr. Num versiones scriptorum graecorum et latinorum typis expressae eam afferant utilitatem, quam ab iis sperare solent. Erlangen 1772
- Untersuchung einiger Klagen über öffentliche Schulen. Erlangen 177
- Progr. Num religionis puerili aetati tradendae initium a religione naturali sit faciendum, nec ne? Erlangen 1775
- Rede bei Legung des Grundsteins der Gottesackerkirche zu Christian-Erlangen. Erlangen 1783
- Da privato Sacrae Coenae usu commentatio. Erlangen 1785
- Progr. quo inquiritur, num is, qui eucharistia privatim utitur Sacram Coenaru celebrare proprie dici possit. Erlangen 1786
- Gedichtnißpredigt über 1. Corinth. 2, 2, gehalten 1787 vor dem Sarge des wohlseligen Herrn Geh. Kirchenraths und Superintendenten D. J. C. Pfeiffer. Erlangen 1783
- Geschichte der moralischen Behandlung eines Kranken. Erlangen 1790